# Isola del Sud
L'Isola del Sud (in inglese South Island; in maori Te Waipounamu) si trova nell'Oceano Pacifico ed è, amministrativamente, una delle isole facenti parte della Nuova Zelanda.
Benché si tratti della più estesa isola del Paese (~150000 km²), rispetto all'Isola del Nord essa è meno popolata (poco più di un milione d'abitanti) e ospita un minor numero di unità amministrative (sette regioni su sedici complessive nel Paese).

## Origini del nome
Il nome in māori significa l'acqua della pietra verde, dove la pietra verde è la giada (forse un'evoluzione di Te Wāhi Pounamu, cioè "il palazzo di pietra verde"). L'isola è anche conosciuta con il nome di Te Waka a Māui, cioè "la canoa di Māui" in contrapposizione all'Isola del Nord chiamata Te Ika-a-Māui cioè "il pesce di Māui".
Nel XIX secolo su alcune mappe l'Isola del Sud era chiamata Middle Island (Isola di Mezzo) o New Ulster, mentre Isola del Sud (o New Leinster) era il nome riservato all'odierna Isola Stewart.
Nel 2009 il New Zealand Geographic Board constatò che i due nomi South Island e North Island, benché in uso circa dalla metà del XIX secolo, non erano mai stati ufficializzati, in seguito ad una consultazione popolare, nel 2013 vennero ufficialmente riconosciuti i nomi in lingua inglese e māori.

## Geografia
L'Isola del Sud si estende su una superficie di 151.215 chilometri quadrati, il che la rende la dodicesima isola più grande del mondo. Lungo la sua costa occidentale si trova la catena montuosa delle Alpi meridionali, dove si trova il Monte Cook, alto 3.754 metri sul livello del mare, nella parte nordorientale dell'isola si trovano le catene montuose Kaikoura Ranges che prendono il nome dalla cittadina di Kaikōura e che raggiungono la massima altitudine con 2885 m s.l.m. del monte Tapuae-o-Uenuku.
A ovest delle Alpi meridionali la parte costiera delle pendici delle Alpi è caratterizzate dalla presenza di foreste pluviali, la costa occidentale è frastagliata, nella parte più meridionale si trova la regione geografia dello Fiordland con numerosi fiordi. Le Alpi ad ovest dello spartiacque hanno numerosi laghi di origine glaciale e diversi ghiacciai tra i quali il ghiacciaio Franz Josef e il ghiacciaio Fox entrambi situati nella parte più a meridionale. A est delle Alpi, nella parte centrale dell'isola si trova una vasta zona di piane alluvionali, chiamata Canterbury Plains, caratterizzata da numerosi corsi d'acqua provenienti dai rilievi. Anche nel lato orientale delle Alpi si trovano dei ghiacciai, i principali sono i ghiacciai Mueller, Tasman, il Hooker e il Murchinson.

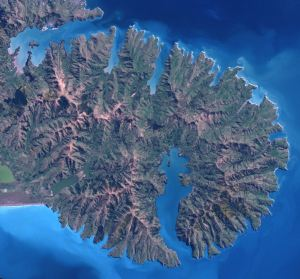
La penisola di Banks di forma circolare con molte baie e due porti naturali.

Sull'Isola del Sud si trovano anche 8 dei 10 principali laghi della Nuova Zelanda, tutti di origine glaciale, comprendono il lago Wakatipu, il lago Tekapo e il lago Manapouri. Milioni di anni fa nella parte centrale della regione di Otago si trovava un enorme lago, il lago Manuherikia che progressivamente si riempì, nell'area sono stati ritrovati numerosi fossili. 
Sull'Isola del Sud si trovano 4 aree vulcaniche estinte, tutti sulla costa orientale:
- La penisola di Banks è la formazione di origine vulcanica più caratteristica, comprende i resti erosi di due vulcani a scudo formatisi nel miocene, i due crateri sono le attuali baie di Lyttelton e Akaroa.
- Le Canterbury Plains formate dall'erosione delle Alpi meridionali e dai conoidi di deiezione degli ampi fiumi a canali intrecciati che la attraversano.
- La Otago Harbour è formata dai resti di un enorme vulcano a scudo la cui ultima fase eruttiva fu dieci milioni di anni fa e dalla quale residua il rilievo del Mount Cargill.
- Timaru è costruita sulle colline create dai flussi di lava dell'estinto Mount Horrible, la cui ultima eruzione risale a diverse migliaia di anni fa.

Secondo la mitologia dei Maori, l'Isola del Sud esisteva prima dell'affioramento sopra le onde dell'oceano dell'Isola del Nord. Qui vive circa un quarto della popolazione neozelandese. Storicamente (ma anche più recentemente) sull'isola è stato attivo un Movimento per l'indipendenza dell'Isola del Sud, che reclamava una forma di auto-governo finanziario ed amministrativo per l'isola.

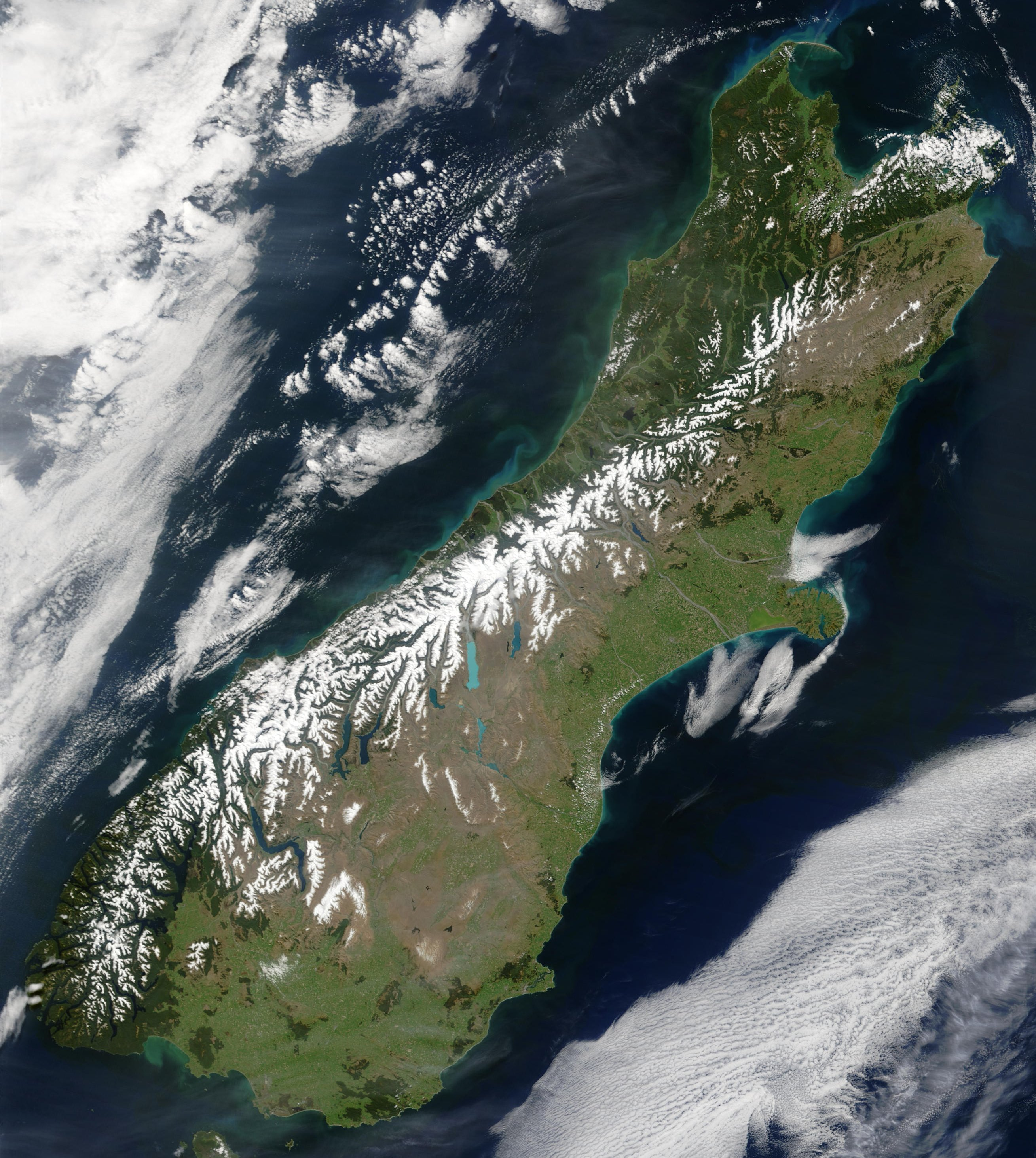
L'Isola del Sud ripresa dal satellite artificiale Terra della NASA, il 23 ottobre 2002

## Suddivisione amministrativa
Da un punto di vista amministrativo, delle sedici regioni della Nuova Zelanda sei sono nell'Isola del Sud e sono:
| Regione     | Capoluogo    | Centri abitati principali    |
| ----------- | ------------ | ---------------------------- |
| Canterbury  | Christchurch | Ashburton, Kaiapoi, Rangiora |
| Marlborough | Blenheim     |                              |
| Nelson      | Nelson       |                              |
| Otago       | Dunedin      | Mosgiel, Oamaru, Queenstown  |
| Southland   | Invercargill | Bluff                        |
| Tasman      | Richmond     | Brightwater                  |
| West Coast  | Greymouth    | Hokitika                     |

Le regioni sono suddivise in 23 autorità territoriali; 4 distretti urbani e 19 distretti. Tre di questi (Nelson, Tasman e Marlborough) ricoprono anche la carica di consiglio regionale e sono quindi chiamati autorità unitaria (unitary authorities).

## Economia

### Turismo

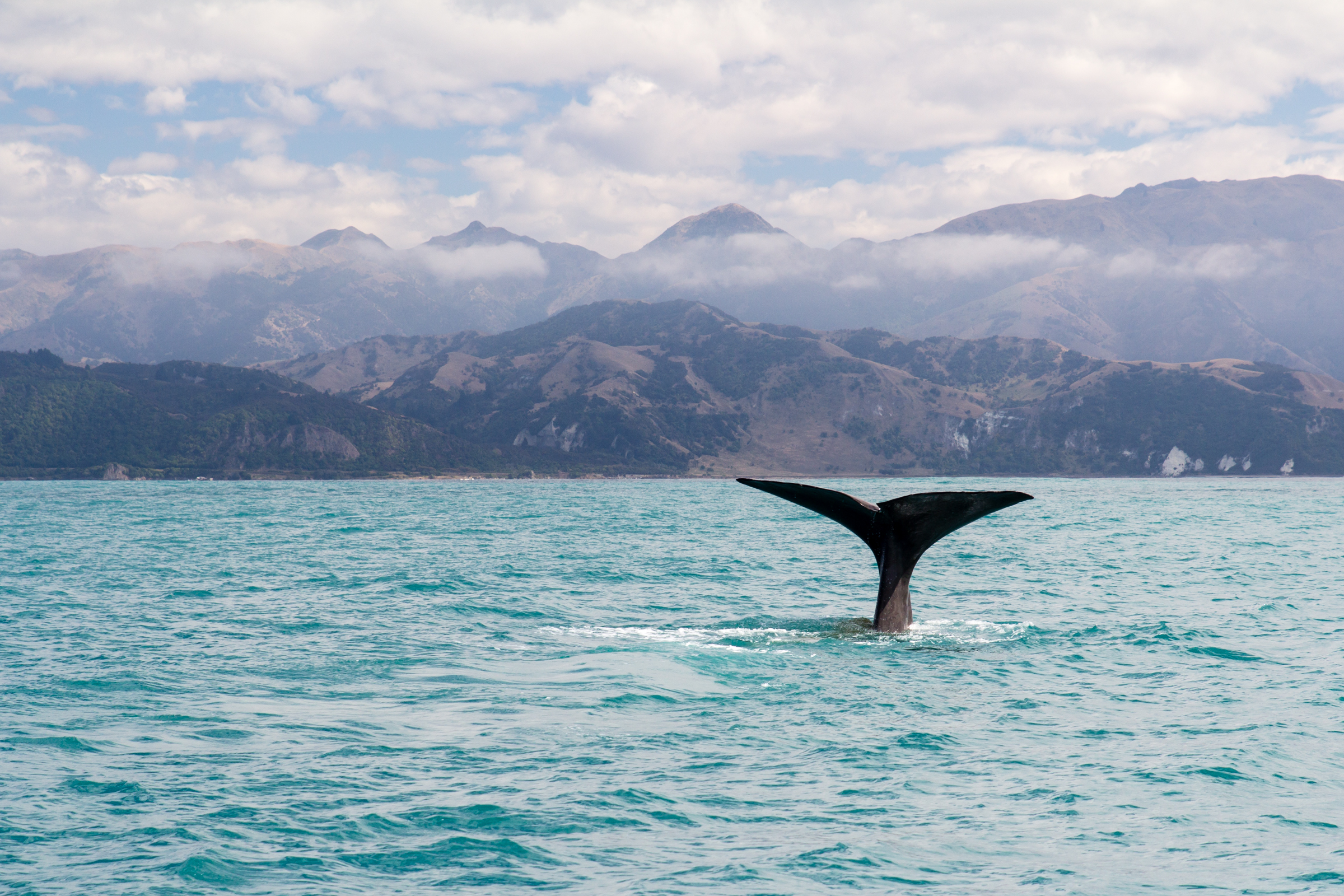
Osservazione delle balene a Kaikoura

Il turismo è un settore economico primario per l'isola del Sud, le principali attrattive dell'isola sono legate all'ambiente naturale. Tra le attività preferite l'escursionismo, il kayaking e il campeggio. Numerosi sono i percorsi escursionistici che attraversano il territorio dell'isola. Voli internazionali raggiungono le città di Christchurch, Dunedin e Queenstown.
Tra le mete principali vi sono i dieci parchi nazionali: 
- Parco nazionale Rakiura
- Parco nazionale Kahurangi
- Parco nazionale Abel Tasman
- Parco nazionale Nelson Lakes
- Parco nazionale Paparoa
- Parco nazionale Arthur's Pass
- Parco nazionale Westland Tai Poutini
- Parco nazionale Mount Aspiring
- Parco nazionale del Fiordland
- Parco nazionale Aoraki/Mount Cook

Gli ultimi quattro parchi fanno parte dell'area denominata Te Wahipounamu che dal 1990 fa parte del Patrimonio dell'umanità dell'UNESCO
Mete turistiche sono anche le cittadine di Queenstown, Kaikoura e la regione dei Marlborough Sounds.

## Cinema
Le riprese di molti film sono state effettuate in larga parte nell'Isola del Sud; i più famosi sono senza dubbio quelli che compongono la trilogia de Il Signore degli Anelli, tratta dai libri di Tolkien, e Le cronache di Narnia - Il leone, la strega e l'armadio, del 2005.